# خوان پابلو شوک
خوان پابلو شوک (اسپانیایی: Juan Pablo Shuk Aparicio‎؛ زادهٔ ۷ نوامبر ۱۹۶۵) بازیگر اهل کلمبیا است.
از فیلم‌ها یا برنامه‌های تلویزیونی که وی در آن نقش داشته‌است، می‌توان به کشتی، سه قدم بالاتر از بهشت، جسد، اساسینز کرید، نسل هزاره، نارکوها و دردسر قریب‌الوقوع اشاره کرد.